# Liste der Kulturgüter in Rumendingen
Die Liste der Kulturgüter in Rumendingen enthält alle Objekte in der Gemeinde Rumendingen im Kanton Bern, die gemäss der Haager Konvention zum Schutz von Kulturgut bei bewaffneten Konflikten, dem Bundesgesetz vom 20. Juni 2014 über den Schutz der Kulturgüter bei bewaffneten Konflikten sowie der Verordnung vom 29. Oktober 2014 über den Schutz der Kulturgüter bei bewaffneten Konflikten unter Schutz stehen.
Es sind weder A-Objekte noch B-Objekte auf dem Gemeindegebiet ausgewiesen, Objekte der Kategorie C fehlen zurzeit (Stand: 8. April 2024). Unter übrige Baudenkmäler sind Objekte zu finden, die im Bauinventar des Kantons Bern als «schützenswert» verzeichnet sind.

## Übrige Baudenkmäler
Hinweis: Als Objekt-Identifikator (ID) wird die Grundstücksnummer verwendet.
| ID  | Foto |                 | Objekt                                    | Typ | Standort                | Beschreibung |
| --- | ---- | --------------- | ----------------------------------------- | --- | ----------------------- | ------------ |
| 49  | BW   | Datei hochladen | Bauernhaus (1827)                         | G   | Dorf 6 615364 / 217449  |              |
| 66  | BW   | Datei hochladen | Bauernhaus (1822)                         | G   | Dorf 3 615181 / 217499  |              |
| 75  | BW   | Datei hochladen | Speicher (1740)                           | G   | Dorf 8b 615369 / 217417 |              |
| 83  | BW   | Datei hochladen | Wohnstock (1844)                          | G   | Dorf 4a 615232 / 217430 |              |
| 91  | BW   | Datei hochladen | Bauernhaus (1894)                         | G   | Dorf 15 615577 / 217162 |              |
| 101 | BW   | Datei hochladen | Bauernhaus (1784)                         | G   | Dorf 18 615570 / 217074 |              |
| 75  | BW   | Datei hochladen | Stöckli (1786)                            | G   | Dorf 19 615547 / 217023 |              |
| 107 | BW   | Datei hochladen | Stöckli (1784)                            | G   | Dorf 10 615461 / 217346 |              |
| 158 | BW   | Datei hochladen | Wohnstock (um 1860/70)                    | G   | Dorf 16 615623 / 217152 |              |
| 170 | BW   | Datei hochladen | Speicher (1752)                           | G   | Dorf 9b 615488 / 217390 |              |
| 181 | BW   | Datei hochladen | Ehemaliger Wohnstock (1866)               | G   | Dorf 21 615475 / 216898 |              |
| 194 | BW   | Datei hochladen | Ehemaliges Bauernhaus (1. Hälfte 18. Jh.) | G   | Dorf 23 615493 / 216667 |              |
| 200 | BW   | Datei hochladen | Wohnstock (1850)                          | G   | Dorf 3a 615227 / 217496 |              |

Hinweis zur Legende: Anstelle der KGS-Nummer wird als Objekt-Identifikator (ID) die Grundstücksnummer verwendet.